# Мукам, Эрвен
Эрвен Мукам (фр. Hervaine Moukam; род. 24 мая 1994, Манджо, Прибрежный регион) — французский футболист, полузащитник «Рюмеланжа».

## Карьера
Эрвен Мукам родился в камерунском городе Манжо. Начинал карьеру в академии «Страсбура». Затем перебрался в футбольную школу «Меца». В 17 лет Эрвен дебютировал в молодёжном составе «Меца». В 2014 году был переведён в основной состав «Меца», однако не сыграл ни одного матча. Во второй половине 2014 года перешёл в «Астерас», где в течение двух сезонов и выступал. Затем были переход в третий дивизион, в клуб «Олимпиакос» (Волос), и недолгое возвращение во Францию, где играл за любительский «Амневиль», в составе которого принял участие в матче национального кубка.
В марте 2018 года перебрался в белорусский «Неман» (Гродно). В августе 2018 года перешёл в БАТЭ. Участник группового турнира Лиги Европы сезона 2018/19 в составе БАТЭ.

## В сборной
Выступая за молодёжный состав «Меца», привлёк внимание тренеров юношеской сборной Франции. В 2009—2010 годах защищал цвета юношеских сборных этой страны.

## Достижения
БАТЭ
- Чемпион Белоруссии: 2018